# Nhóm ngôn ngữ Mixtec

Phân bố các ngôn ngữ Mixtec ở bang Oaxaca, hiển thị các ngôn ngữ lân cận.

Nhóm ngôn ngữ Mixtec là nhóm ngôn ngữ thuộc ngữ tộc Mixtec của ngữ hệ Oto-Mangue. Ngôn ngữ Mixtec được nói ở México và có mối quan hệ chặt chẽ với nhóm ngôn ngữ Trique và Cuicatec. Các phương ngữ Mixtec được nói bởi hơn nửa triệu người. Việc xác định có bao nhiêu ngôn ngữ Mixtec trong cụm phương ngữ phức tạp này đặt ra những thách thức ở cấp độ của lý thuyết ngôn ngữ. Tùy thuộc vào các tiêu chí để phân biệt phương ngữ với ngôn ngữ, có thể có đến năm mươi hai ngôn ngữ Mixtec.
Phạm vi truyền thống của các ngôn ngữ Mixtec là khu vực được gọi là La Mixteca ở các bang Oaxaca, Puebla và Guerrero. Do di cư từ khu vực này, chủ yếu là do nghèo đói cùng cực, nhóm ngôn ngữ Mixtec đã mở rộng sang các khu vực đô thị chính của Mexico, đặc biệt là Bang México và thành phố México, đến các khu vực nông nghiệp nhất định như thung lũng San Quintín ở Baja California và một phần của Morelos và Sonora và đến Hoa Kỳ.